# کومپولا
کومپولا {{فنلاندی|Kumpula) کومپولا (به سوئدی: Gumtäkt) محله‌ای سرسبز در هلسینکی است که از غرب با پاسیلای شرقی، از جنوب با واللیلا، از شمال با کپوله و کسکلا و از شرق با تواوکولا و آرابیان‌رانتا همسایه است. از اول ژانویه ۲۰۰۳، کومپولا تقریباً ۳۶۰۰ سکنه داشت. کومپولا ۱٫۵۳ کیلومتر مربع مساحت و ۳٬۵۸۹ نفر جمعیت دارد.